# Dembila-Mossi
Ne doit pas être confondu avec Dembila-Peulh.
Dembila-Mossi est une localité située dans le département de Kaya de la province du Sanmatenga dans la région Centre-Nord au Burkina Faso.

## Géographie
Dembila-Mossi est situé au nord-ouest du lac de Dem en limite du périmètre du site Ramsar de protection des zones humides. Le village se trouve à 4 km au nord de Delga et à 20 km au nord-ouest de Kaya, le chef-lieu du département et de la région. Le village est à 2 km au nord-est de la route nationale 15 reliant à Kaya à Kongoussi.

## Économie
L'économie de Dembila-Mossi, essentiellement agro-pastorale, bénéficie de la présence du lac de barrage de Dem pour les cultures maraîchères et vivrières qui sont pratiquées sur le pourtour de la retenue d'eau.

## Éducation et santé
Le centre de soins le plus proche de Dembila-Mossi est le centre de santé et de promotion sociale (CSPS) de Delga tandis que le centre hospitalier régional (CHR) se trouve à Kaya.